# Landkreis Kolomea
Powiat Kolomea (niem. Landkreis Kolomea, Kreishauptmannschaft Kolomea, pol. powiat kołomyjski) – jednostka podziału administracyjnego Generalnego Gubernatorstwa w latach 1941–1944, wchodząca w skład dystryktu galicyjskiego. Siedziba dystryktu znajdowała się w Kolomei (Kołomyi).
Tereny obwodu stanisławowskiego zostały zajęte przez wojska niemieckie w czerwcu 1941. Galicja Wschodnia weszła 1 sierpnia 1941 w skład Generalnego Gubernatorstwa pod nazwą Dystrykt Galicja na mocy dekretu Adolfa Hitlera z 1 sierpnia 1941. Niemieckie władze wojskowe sprawowały władzę do 5 sierpnia 1941, kiedy to utworzono Landkreis Kolomea.
1 kwietnia 1942 do Landkreis Kolomea włączono obszar zniesionego Landkreis Horodenka.
Landkreis Kolomea funkcjonował do sierpnia 1944, do zajęcia jego terenów przez Armię Czerwoną.